# عقد 990
عقد 990 هو عقد امتد بين 1 يناير 990 و31 ديسمبر 999 بحسب التقويم الميلادي. سبقه عقد 980 ولحقه عقد 1000.

## أحداث
- معركة سفولدر (999)

## مواليد
- بهمنيار (993)
- ابن وافد (997)
- أبو الفضل البيهقي (995)
- إدموند أيرونسايد (993)
- أولاف الثاني (993)
- سانشو الثالث ملك نافارا (994)
- ابن أبي حصينة (998)
- آلان الثالث (997)
- ابن حزم الأندلسي (994)
- هيونجونغ ملك غوريو (992)
- أسدي الطوسي (999)

## وفيات
- أبو الحسن العامري (992)
- صمصام الدولة (998)
- أديلايد من إيطاليا (999)
- الشيخ الصدوق (992)
- إريك المنتصر (995)
- بورل الثاني (993)
- غونزالو مينيديس (997)
- ابن النديم (995)
- أبو طالب المكي (998)
- ليوبولد الأول، مارغريف النمسا (994)
- ميشكو الأول (992)

## كتب
- Yves Denis Papin (1998). Chronologie de l'histoire ancienne. Lieu de publication non identifié: Éditions Jean-paul Gisserot. ISBN:2-87747-346-5. OCLC:40746926. مؤرشف من الأصل في 2022-03-16.
- موسوعة حضارة العالم (2002) لأحمد محمد عوف.

## روابط خارجية
- تصفح سنة بسنة عقد 990 على موقع onthisday.com
- تصفح سنة بسنة عقد 990 ابتداءً من سنة عقد 990 على موقع المكتبة الوطنية الفرنسية